# آي سي كيو
آي سي كيو (بالإنجليزية: ICQ)‏ هو برنامج حاسوبي للتراسل الفوري المجاني، أنتجته الشركة الإسرائيلية ميرابيليس (Mirabilis)، حاليًا البرنامج ملك للشركة الأمريكية Time Warner's AOL. صدرت النسخة الأولى من البرنامج في تشرين الثاني/نوفمبر 1996. في شهر أبريل 2010 انتقلت ملكية الشركة لشركة روسية.

## برامج منافسة
- شات أون

## وصلات خارجية
- الموقع الرسمي